# Свартцит
Свартцит — мінерал, водний карбонат кальцію, магнію та уранілу. Син.: швартцит (рідко). За прізв. амер. геолога Е. К. Свартца (Ch.K.Swartz), J.M.Axelrod та інш., 1948.

## Загальний опис
Хімічна формула: CaMg[UO2|(CO3)3]∙12H2O.
Склад у % (з родов. Гіллсайд, США): CaO — 8,40; MgO — 5,24; UO3 — 37,19; CO2 — 17,16; H2O — 29,31; нерозч. залишок — 0,30. Домішки: SO3 (1,98); K2O (0,47); Na2O (0,25). Сингонія моноклінна. Призматичний вид. Утворює сніпо- або гроноподібні скупчення з дуже дрібних призматичних кристалів, розетки. Густина 2,30-2,32. Колір зелений. Розчиняється у воді. Флуоресціює яскраво-зеленим кольором в ультрафіолетових променях. Асоціює з андерсонітом (водний карбонат Na, Ca i U). Знайдений з ґіпсом, шрекінґеритом, бейліїтом у вигляді нальоту на стінках родов. Гіллсайд (штат Аризона, США).